# Reprezentacja Finlandii na Mistrzostwach Świata w Wioślarstwie 2009
Reprezentacja Finlandii na Mistrzostwach Świata w Wioślarstwie 2009 liczyła 3 sportowców. Najlepszym wynikiem było 9. miejsce w dwójce podwójnej kobiet.

## Medale

### Złote medale
Brak

### Srebrne medale
Brak

### Brązowe medale
Brak

## Wyniki

### Konkurencje mężczyzn
- jedynka wagi lekkiej (LM1x): Matti Jääskeläinen – 22. miejsce

### Konkurencje kobiet
- dwójka podwójna (W2x): Sanna Stén, Minna Nieminen – 9. miejsce